# Konventor
Konventor ist eine Bezeichnung für einen Kollegienleiter oder den Rektor einer Burse der Artistenfakultät der Universitäten Wien, Freiburg, Ingolstadt und Trier im Mittelalter. In Mainz und Köln hießen sie regentes, in Erfurt und Tübingen auch rector bursae.
Der Name leitet sich von Konvent ab, den die Mönche im Kloster bildeten. In der Burse wurden die Scholaren auch in Gruppen geteilt und einem Konventor unterstellt, der in den höheren Fakultäten, wie Medizin, Rechte oder Theologie studierte. Sie waren Mitglied des Fakultätsrats. Durch Wahl bestimmten sie einen Ökonom unter ihnen, der die Ein- und Ausgaben der Burse verwaltete und dem jeweiligen Konventor mit Aufsichtspflicht Rechenschaft geben musste. Dafür hatte er freie Kost und Logis in der Burse und wurde von der Universität bezahlt. Er durfte nach sechs Monaten oder einem Jahr zurücktreten. 
Die Konventoren hatten die Aufgabe, Unterricht zu erteilen, die häusliche Gemeinschaft der Burse sowohl bezüglich des Lehrbetriebes als auch hinsichtlich der allgemeinen Lebensführung anzuleiten und deren Regelhaftigkeit zu überwachen. Sie hatten grundsätzlich gemeinsam mit den übrigen Magistern und den Zöglingen in den Kollegien zu wohnen und die Mahlzeiten einzunehmen.